# Pierre Martelozzo
Pierre Martelozzo ou Martellozzo, né le 10 février 1947 à Mazères (Ariège), est un coureur cycliste français, professionnel de 1970 à 1974,.

## Biographie
La carrière de ce coureur ariégeois a fait l'objet d'un résumé dans l'encyclopédie "Le cyclisme de A à Z" de Robert Descamps paru dans le n° 227 de février 1977 du Miroir du cyclisme.
Il vit à Gaja-la-Selve dans l'Aude où il exerce la profession d'agriculteur.

## Palmarès
- 1968
  - Tour du Limousin [4]:
    - Classement général
    - 1re et 2e étapes

  - Tour du Vaucluse
  - Trois Jours de Sedan
  - Tour du Béarn :
    - Classement général
    - Une étape (contre-la-montre)
- 1969
  - Tour des Alpes de Provence :
    - Classement général
    - Deux étapes

  - Quatre Jours de Vic-Fezensac
  - Tour du Vaucluse
  - Une étape du Tour du Béarn
  - Grand Prix d'Espéraza
  - 3e de Paris-Évreux
  - 3e du Tour de l'Yonne
- 1970
  - 2e du Circuit de la Vienne
  - 4e du Grand Prix du Midi libre
- 1971
  - Circuit de la Vienne
  - 2e du Tour de Corse
- 1972
  - 9e du Tour de Romandie
- 1975
  - 3e du Grand Prix de Monpazier

## Résultats sur les grands tours

### Tour de France
3 participations
- 1970 : 76e
- 1971 : 89e
- 1973 : 30e

### Tour d'Espagne
1 participation
- 1973 : 35e